# Flavius Jovin
Pour les articles homonymes, voir Jovin.
Flavius Valerius Jovinus, francisé en Flavius Jovin, est un général romain d'origine gauloise, né à Reims vers 310 et mort en 370.
Il est nommé maître de cavalerie en Gaule par l'empereur Julien, charge qu'il conserve sous Jovien (363-364) et Valentinien Ier (364-375). Il arrête plusieurs incursions des Alamans, comme en 366 à Scarpone. Il est nommé consul en 367.

## Biographie
En 363, quand Jovien veut le remplacer par un de ses hommes, Flavius Jovin est proclamé par ses légions en Gaule, mais il refuse la pourpre et calme la révolte de ses troupes. Jovien, reconnaissant, lui restitue sa charge. En 366, il bat à trois reprises les Alamans qui ont passé le Rhin, à Scarponna (Dieulouard), sur un fleuve (peut-être la Moselle) puis à Châlons-en-Champagne. En récompense, l'empereur Valentinien Ier le nomme consul posterior en 367 avec le magister equitum en Orient Lupicinus.
Converti au christianisme, il fait construire à Reims l'église de Saint-Agricole et Saint-Vital, dite « Jovinienne » — sur l'emplacement de l'actuelle abbaye Saint-Nicaise de Reims — où il est inhumé à sa mort en 370 dans un sarcophage de marbre blanc de Marmara qu'il aurait ramené d'Italie, décoré sur sa face principale d'un haut-relief représentant une scène de chasse au lion,. divisée en deux registres. Sur celle de gauche, le mort se prépare au départ, et sur celle de droite, il est à cheval sur le point de transpercer un lion avec sa lance. Ce tombeau est conservé depuis 1958 dans le musée d'archéologie de Saint-Rémi, mais depuis 1880 son attribution à Jovin est remise en cause[réf. nécessaire].
On lui attribue la fondation de Joigny (Joviniacum) et de Joinville. Une rue Jovin existe à Reims.

Sarcophage de Jovin, Reims, musée Saint-Remi.
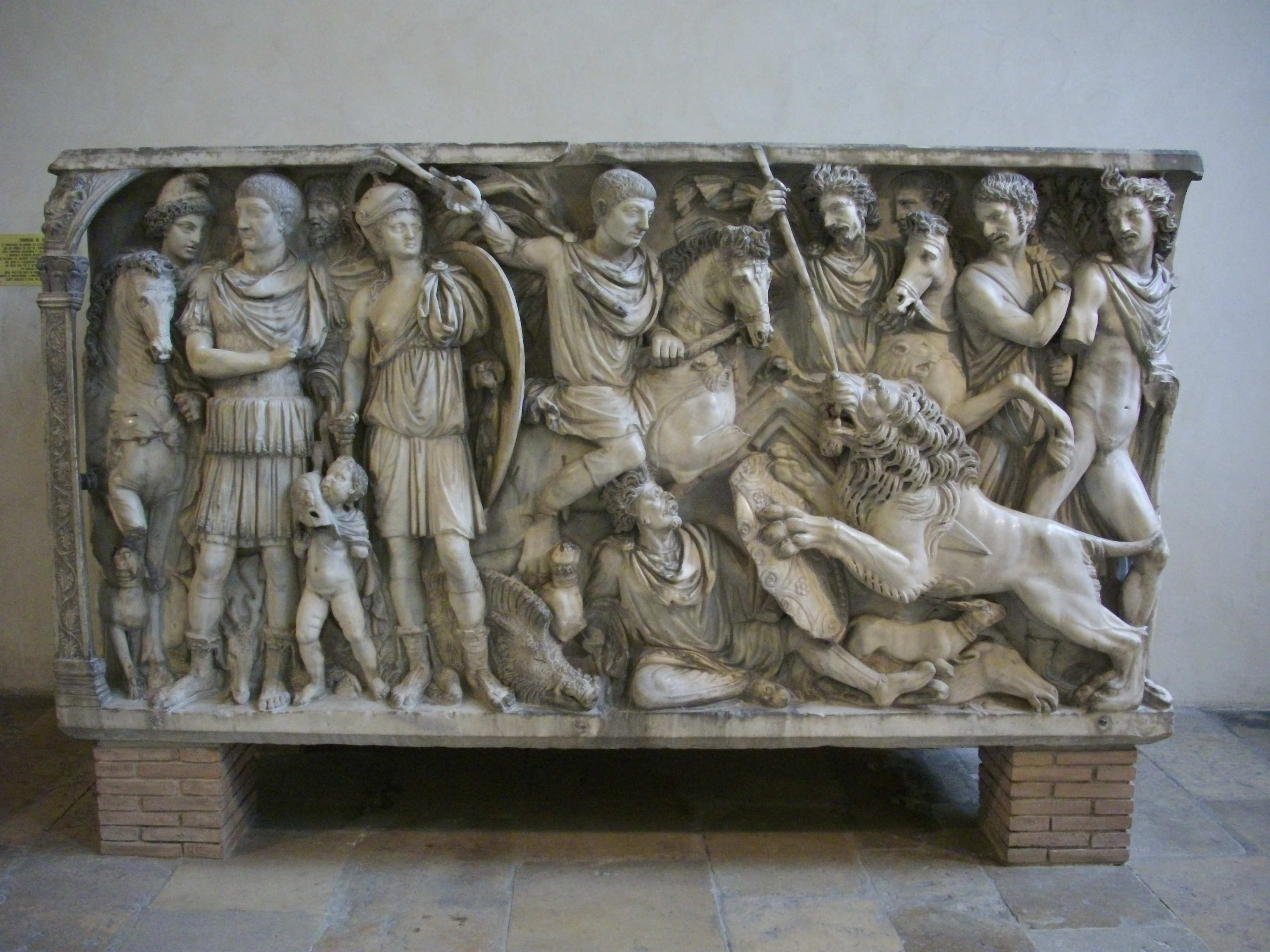
Vue d'ensemble.
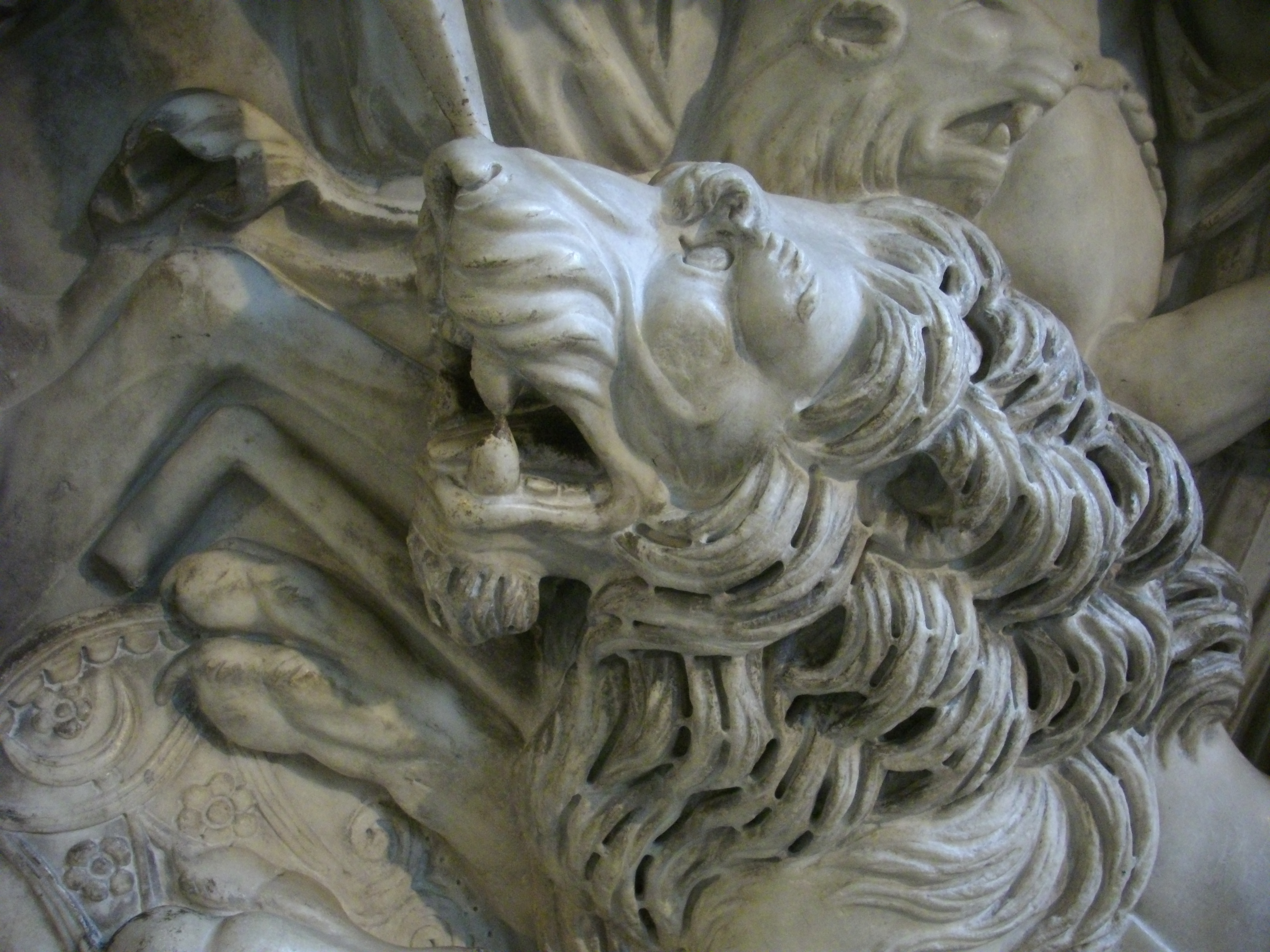
Détail du lion.
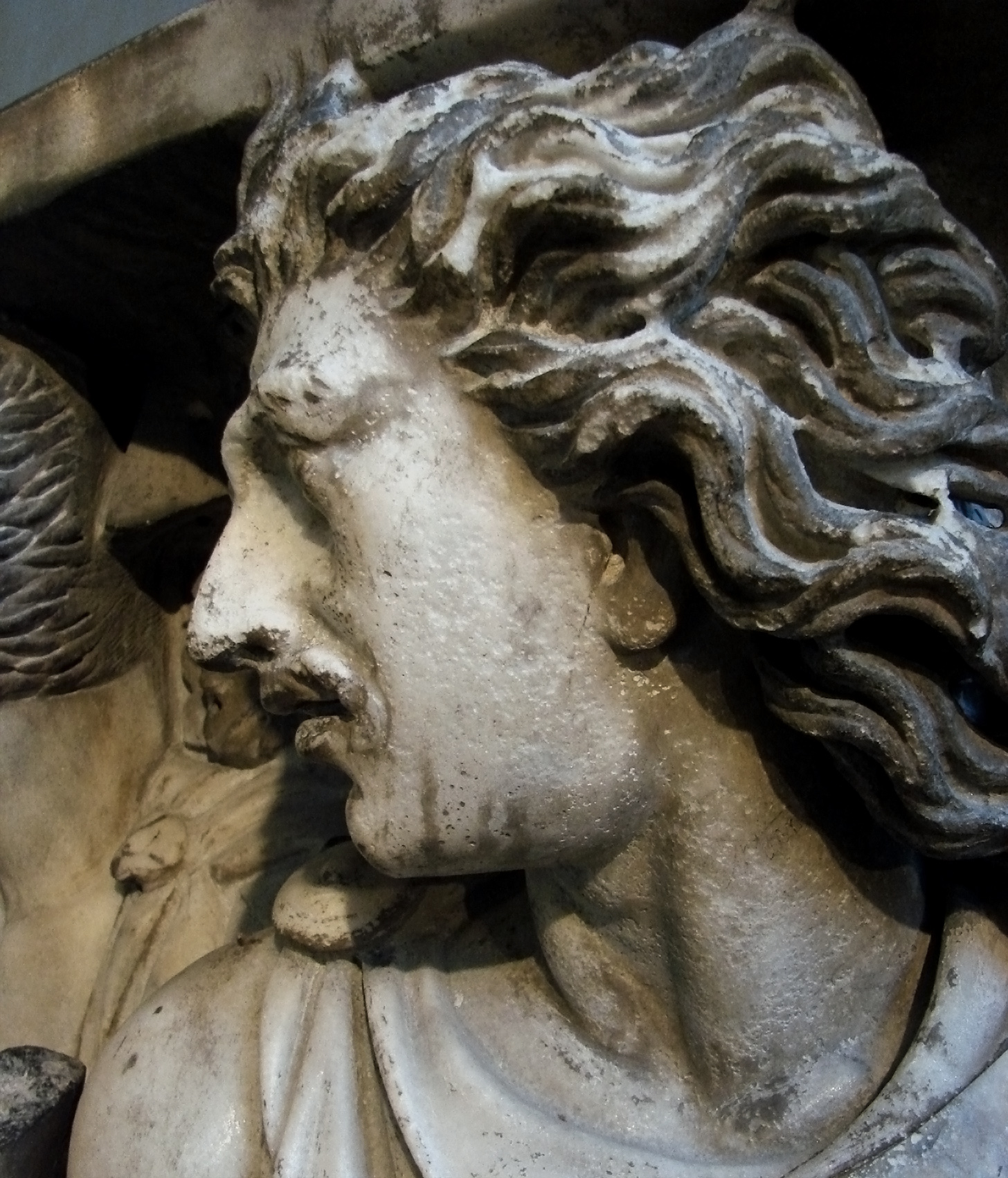
Détail d'un des cavaliers.
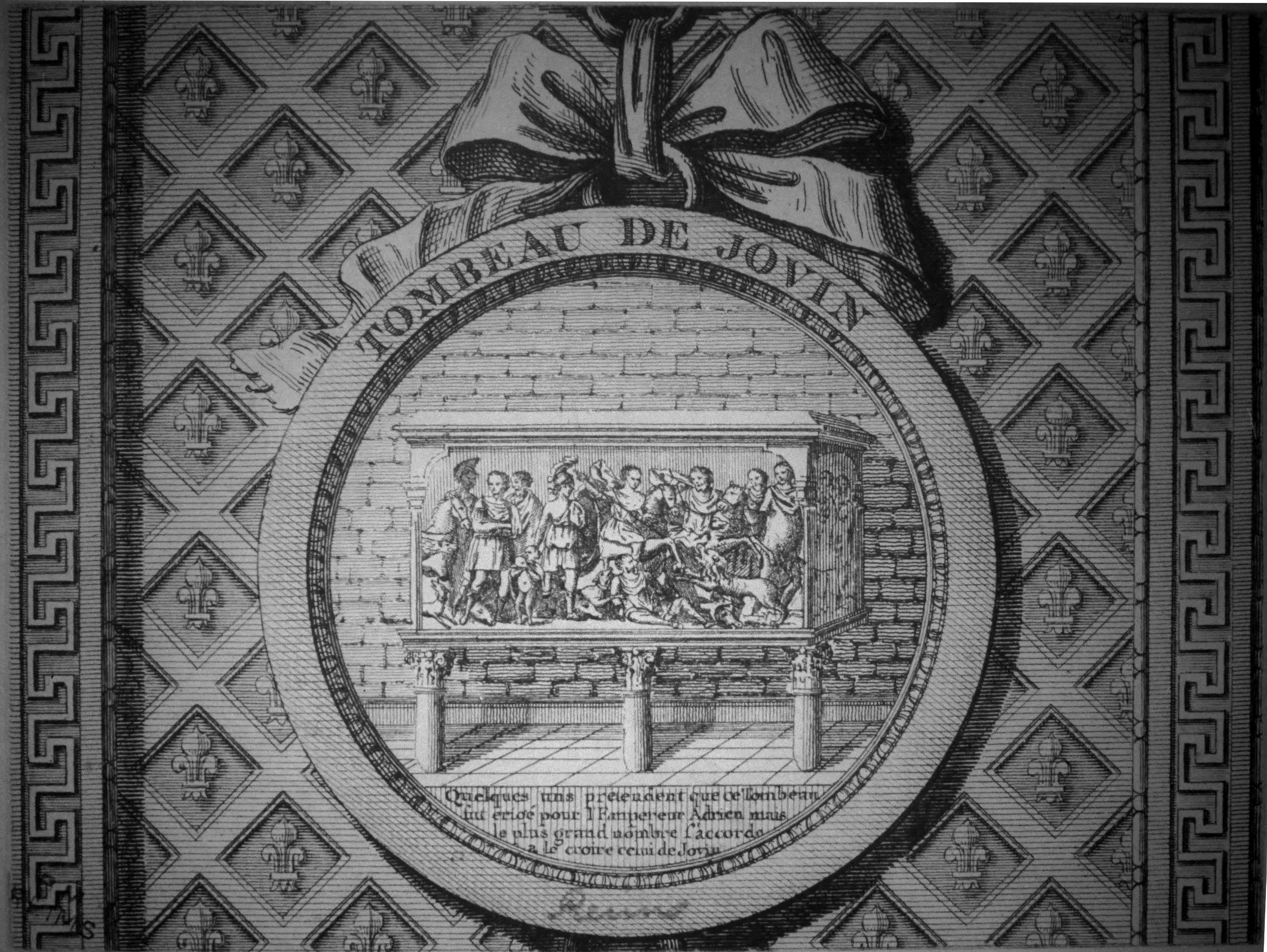
Le tombeau de Jovin tel qu'il était présenté dans l'ancienne église Saint-Nicaise de Reims, gravure (1878), Reims, Bibliothèque Carnegie